# Null-Ohm-Widerstand

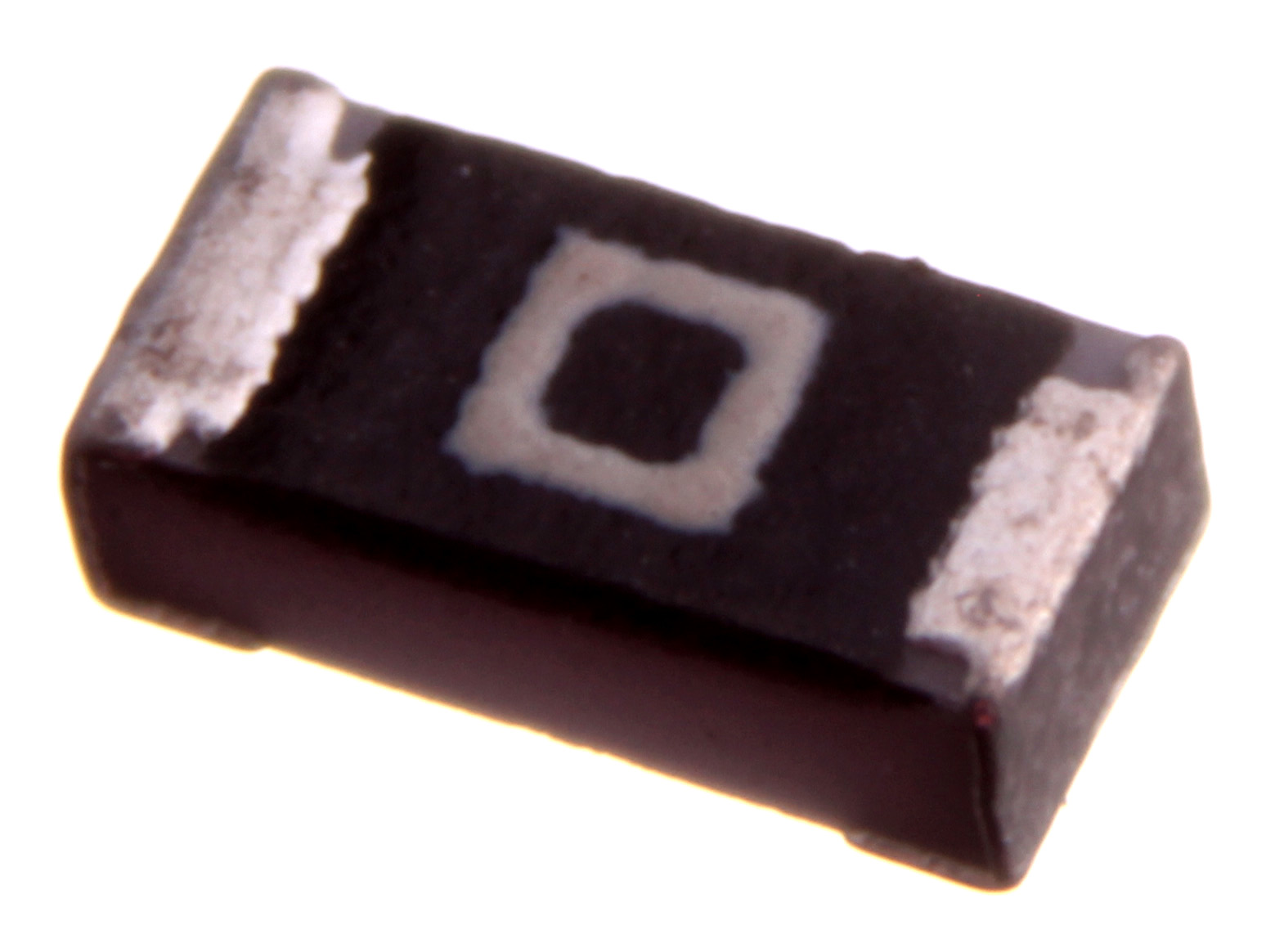
Null-Ohm-Widerstand in SMD-Bauform, Größe 0603

Ein Null-Ohm-Widerstand ist ein elektrisches Bauelement, welches die Bauform eines elektrischen Widerstands hat, jedoch idealerweise keinen ohmschen Widerstand ausweist. Null-Ohm-Widerstände ermöglichen (wie Lötbrücken) die elektrische Verbindung von Leiterbahnen auf Leiterplatten. Indem die übliche Bauform von Widerständen benutzt wird, können Null-Ohm-Widerstände kostengünstig mit üblichen Bestückungsautomaten auf Leiterplatten platziert werden.

## Hintergrund

Typischer Anwendungsfall für einen Null-Ohm-Widerstand: Überbrückung von zwei kreuzenden Leiterbahnen

Der elektrische Widerstand von Null-Ohm-Widerständen liegt immer knapp über dem theoretischen Idealwert von Null Ohm. Als Toleranz wird in Datenblättern in der Regel der maximale Widerstand angegeben, der bei handelsüblichen Bauteilen im Bereich von 0,5 bis 50 mΩ liegt. Auch wenn die Nutzung eines Widerstands, der fast keinen Widerstand bietet, auf den ersten Blick sinnlos erscheinen mag, haben Null-Ohm-Widerstände diverse Anwendungsfälle:
- Ein Anwendungsfall ist der Einsatz als Lötbrücke, also das Überbrücken von anderen Leiterbahnen auf Leiterplatten, wenn es nicht möglich oder nicht gewünscht ist, diese Verbindung auf Mehrlagenplatinen mit Durchkontaktierungen auf einer anderen Kupferlage herzustellen. Die Nutzung von Null-Ohm-Widerständen ist dabei häufig günstiger, als die Leiterplatte mit zusätzlichen Kupferlagen auszustatten.[4]

- Null-Ohm-Widerstände können außerdem dazu verwendet werden, verschiedene Bauteilgruppen bzw. Module auf der Leiterplatte voneinander zu trennen. Durch diese Trennung werden Entwicklung und Fehlerdiagnosen vereinfacht, indem z. B. bestimmte Bereiche der Leiterplatte durch herauslötbare Null-Ohm-Widerstände elektrisch isoliert werden können.[4]

- Ein weiterer Anwendungsbereich ist die Anwendung als fest verlöteter Ersatz für Jumper, um beispielsweise eine bestimmte Konfiguration in einer elektrischen Schaltung einzustellen. Diese Konfiguration kann aber nicht einfach vom Anwender geändert werden und wird zum Zeitpunkt der Leiterplattenbestückung festgelegt.

Wenn durch Null-Ohm-Widerstände größere Ströme fließen sollen, muss auf die maximal zulässige Verlustleistung geachtet werden. Durch den immer vorhandenen, wenn auch kleinen, Widerstandswert weisen auch Null-Ohm-Widerstände eine obere Leistungsgrenze auf und können bei zu hoher Strombelastung thermisch zerstört werden. Null-Ohm-Widerstände werden daher auch als günstige, aber sehr ungenaue Überstrom-Sicherungen eingesetzt.
Abseits von obiger Anwendung sind auch Widerstände mit gezielt sehr niedrigen Widerstandswerten und für höhere Strombelastung verfügbar. Diese Widerstände werden als Shuntwiderstand bezeichnet und beispielsweise zur Strommessung eingesetzt. Im Gegensatz zu Null-Ohm-Widerständen weisen Shuntwiderstände gezielt hergestellte und im Herstellungsverfahren abgeglichene sehr kleine Widerstandswerte bis in den Bereich von einigen µΩ auf.

## Kennzeichnung

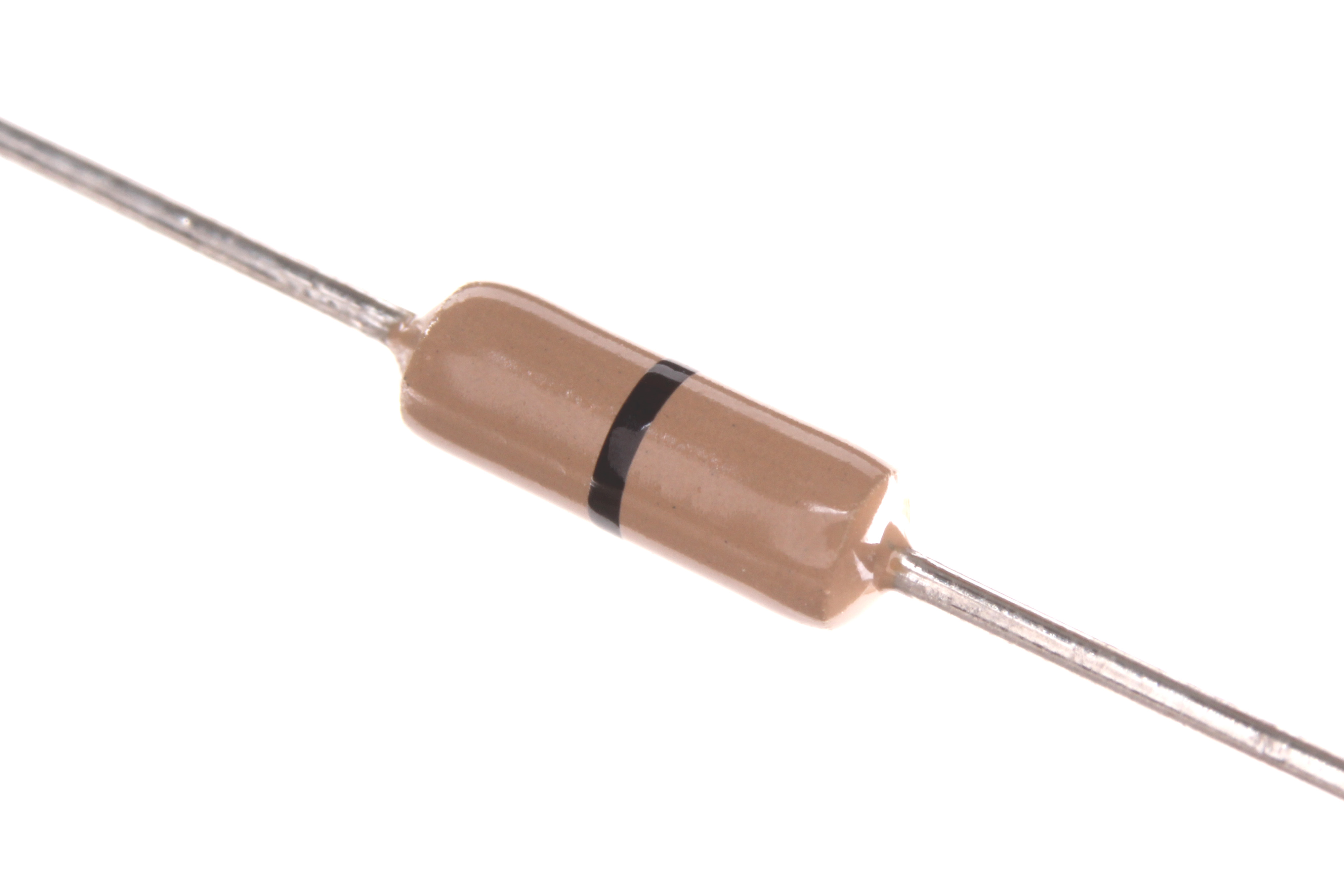
Bedrahteter Null-Ohm-Widerstand

Null-Ohm-Widerstände in SMD-Bauform werden, sofern genug Platz für Kennzeichnungen ist, häufig mit einer oder mehreren Nullen („0“) bedruckt, wobei die Anzahl der Nullen, analog zu regulären Widerständen, einen Hinweis auf die Toleranz bzw. den maximalen Widerstand geben kann. Bedrahtete Null-Ohm-Widerstände werden entsprechend mit einem einzelnen schwarzen Band gekennzeichnet.